# BK Remo
BK Remo var en idrottsförening från Södertälje som bildades 1943. Från början var det bara fotboll på programmet. Största framgången för fotbollen var när man 1970 vann Division VI Östra och avancerade till Division V till följande säsong. 1972 gick föreningen samman med Södertälje AIK och Brunnsängs IK och bildade Södertälje FC-72.
Ishockey började man 1952 och redan till säsongen 1956/1957 hade man gått genom seriesystemet till Division II. Med undantag för två säsonger höll man sig sedan kvar i andradivisionen till serieomläggningen 1975 och nådde en andraplats vid tre tillfällen (säsongerna 1958/1959, 1960/1961 och 1971/1972). 